# Cabo Corso
Cabo Corso (under senare tid ofta även kallat Svenska Guldkusten) var en svensk handelskoloni som köptes in år 1650. Kolonin låg vid den västafrikanska sydkusten i nuvarande Ghana, huvudsakligen i och omkring dagens Cape Coast. Cabo Corso köptes 1650 av det Svenska Afrikanska Kompaniet och var i svensk ägo under elva år mellan 1650 och 1658 och 1660–1663. Efter 1663 togs besittningen över först av Nederländerna och därefter av Storbritannien.

## Bakgrund
Från och med 1480-talet började portugiserna bygga upp handelsstationer och beskyddande fort längs den västafrikanska Guldkusten. Även andra europeiska sjöfararnationer inledde handel i området och stärkte gradvis sin ställning. År 1642 förlorade portugiserna kontrollen efter flera års strider med det maritimt starka Nederländerna. Holländarna erövrade kolonin och tog över många av forten. Vid mitten av 1650-talet hade alla större europeiska sjöfararnationer handelsstationer längs Guldkusten. Även i Sverige föddes tanken på handel i Afrika och år 1649 grundades Svenska Afrikanska Kompaniet.

## Etableringar på kusten
Den första handelsstationen grundades 1650 av det Afrikanska kompaniet, ett handelskompani som inrättats av Louis De Geer genom ett privilegiebrev (oktroj) utfärdad av drottning Kristina. Kompaniet hade fått svenskt monopol på all handel söder om Kanarieöarna. Området beboddes då av Fante (eller fanti)  som tillhörde kungariket Efutu (eller Fetu) och den 22 april slöt kompaniet ett avtal om markköp med kungen av Efutu. Fante och Efutu är alla undergrupper av folkgruppen Akan och talar Akan-språk.
Cabo Corso hade svensk anknytning under endast 13 år. Under besittningens samtid användes inte namnet ”Svenska guldkusten”. I stället fortsatte man med det befintliga portugisiska namnet Cabo Corso. Benämningen ”Svenska guldkusten” kan ha populariserats senare i samband med en historieinriktad serietidning (Johan Vilde) som utspelade sig i området och som gavs ut på 1970-talet. Cabo Corso är dock i slutändan det namn som används av historiker samt av uppslagsverk.

## Geografi
Områdena i svenska Cabo Corso låg i dagens Cape Coast vid Guineabukten i Västafrika; i det som senare skulle bli en del av den brittiska kolonin Guldkusten. I samma område men vid delvis skilda tidpunkter befann sig samtidigt danskar, portugiser, fransmän, holländare, preussare och britter, ofta med handelsstationer eller fort mycket nära varandra. Den svenska etableringen på kusten bestod av två handelsstationer – faktorier – och ett huvudfort i Cabo Corso. Ytterligare två mindre fort (Fort Witsen och Fort William) uppfördes längs kusten och övriga togs över från Holland och Danmark.
- Accara faktori
öster om Fort Carolusborg
- Fort Apollonia
svensk ägo 1655–1657, nutida Benyin, Västregionen
- Fort Batenstein (även Batensteyn) 
svensk ägo 1650–1656, nutida Butri nära Sekondi-Takoradi, Västregionen
- Fort Carolusborg (huvudort, även Karlsborg och Cape Coast Castle) 
svensk ägo 1650–1658 och 1660–1663, nutida Cape Coast, Centralregionen
- Fort Christiansborg (även  Osu Castle) 
 svensk ägo 1652–1658, nutida Osu
- Gemoree faktori
öster om Fort Carolusborg
- Fort William (även Anomabo) 
svensk ägo 1650–1657, nutida Anomabu, Centralregionen
- Fort Witsen (även Taccorari) 
svensk ägo 1653–1658, nutida Sekondi-Takoradi, Västregionen

## Förvaltare
Området förvaltades sammanlagt av tre svenska ämbetsmän, alla hade en egen ämbetstitel:
- Henrik Carloff, 22 april 1650–1656, direktör
- Johan Filip von Krusenstierna, 1656-februari 1658, 1659–1660, guvernör
- Tönnies Voss, 16–22 april 1663, befälhavare

## Historia

### 1650–1658
År 1650 sändes Afrikanska kompaniets första expedition ut under ledning av Henrik Carloff. Carloff var tysk, född i Rostock och hade arbetat länge för Nederländerna som fiskal men fick avsked 1649. Den 22 april slöt kompaniet ett avtal med kungen av Efutu (Fetu) om förvärv av land omkring Cabo Corso för upplåtande till kompaniet. Ett svenskt fort byggdes upp på platsen och namngavs Carolusborg (Karlsborg) efter kungen Karl X Gustav. Handeln via fortet var inriktad på timmer och guld och Henrik Carloff var den förste direktören. Fortet användes även som slavfort för den svenska slavhandeln.
År 1652 började en mindre befästning byggas i Orsu (Osu) inte långt från gamla Accra efter att Carloff fått tillåtelse till detta av kungen av Accra, vilken han handlat med tidigare.
År 1654 erbjuds en ny aktieteckning för Afrikanska kompaniet. Kompaniet leddes därefter i praktiken av det statliga Kommerskollegium tillsammans med sterbhuset efter Louis de Geer. Två år senare, 1656, utnämndes Johan Filip von Krusenstierna till ny guvernör i Cabo Corso efter anklagelser mot Carloff om att han bedrev illegal handel i egen regi. Han lämnade Cabo Corso men återvände den 27 januari 1658 med ett danskt kaparfartyg, Glückstadt. Carloff erövrade Fort Carolusborg och Fort Christiansborg åt Danmark med hjälp av cirka 2 000 lokala fetukrigare och fortet gjordes till en del av Danska guldkusten. För Sveriges kung Karl X Gustav blev detta en av flera anledningar till att inleda det andra danska kriget.

### 1660–1663
Efter Freden i Köpenhamn 1660 skulle Cabo Corso återlämnas till Sverige. Det visade sig dock att Carloffs medarbetare Schmidt i mars 1659 i sin tur hade sålt kolonin till Nederländerna och försvunnit med pengarna. Besittningen var därför under nederländsk kontroll. Lokalbefolkningen revolterade dock snart mot holländarna och kungen av Futu erbjöd Sverige att återta kontrollen i december 1660. Nya expeditioner sändes till kolonin som förblev svenskt i ytterligare något år. Nederländerna återerövrade Karlsborg den 22 april 1663 efter ett långvarigt försvar av den svenske befälhavaren Tönnies Voss (Anton Voss).

## Eftermäle
Den 9 maj 1664 erövrades området sedan av England och blev en del av Brittiska Guldkusten. 1821 omstrukturerades hela området till Gold Coast Territory och 1828 till koloni innan Ghana 1957 blev en självständig nation.